# Canada Cemetery
Canada Cemetery is een Britse militaire begraafplaats met gesneuvelden uit de Eerste en Tweede Wereldoorlog, gelegen in de Franse gemeente Tilloy-lez-Cambrai (Noorderdepartement). De begraafplaats ligt vlak bij de autoweg E19 op 900 m ten noorden van het centrum van de gemeente (gemeentehuis). Ze werd ontworpen door Charles Holden en het terrein heeft een min of meer driehoekig grondplan met een oppervlakte van ongeveer 530 m². De begraafplaats wordt omgeven door een bakstenen muurtje en het Cross of Sacrifice staat in de westelijke hoek in een soort apsis. De begraafplaats wordt onderhouden door de Commonwealth War Graves Commission.
Er liggen 272 doden begraven waaronder 25 niet geïdentificeerde.

## Geschiedenis
Tilloy-lez-Cambrai werd ondanks hevige tegenstand begin oktober 1918 door het Canadian Corps veroverd. De begraafplaats werd op 13 oktober 1918 in opdracht van de Burial Officer aangelegd. 
Onder de geïdentificeerde doden liggen nu 235 Canadezen en 4 Britten uit de Eerste Wereldoorlog en 6 Canadezen en 2 Britten uit de Tweede Wereldoorlog begraven.
De 8 slachtoffers uit de Tweede Wereldoorlog waren bemanningsleden van een Lancaster II bommenwerper die op 13 juni 1944 boven Tilloy-lez-Cambrai werd neergeschoten.

## Graven

### Onderscheiden militairen
- Henry Duddridge, sergeant bij het Tank Corps en Thomas Edward Haythorntwhaite, soldaat bij de Canadian Infantry werden onderscheiden met de Distinguished Conduct Medal (DCM).
- er zijn nog 19 militairen die de Military Medal (MM) ontvingen. De sergeanten D.M. Matthew, Charles Hendry Camm en George Dunmore en de soldaten R. Creighton en W. Curnow, allen leden van de Canadian Infantry, ontvingen deze onderscheiding tweemaal (MM and Bar).

### Alias
- soldaat Gariepy Medard diende onder het alias Sauve Medard bij de Canadian Infantry.